# Slyusarev
Slyusarev  (ucraniano: Слюсареве) es una localidad del Raión de Podilsk en el Óblast de Odesa de Ucrania. Según el censo de 2001, tiene una población de 497 habitantes.